# 라반 (발효유)
라반(아랍어: لبن)은 서남아시아와 북아프리카의 발효유이다. 버터밀크와 비슷하다.

## 같이 보기
- 라브나